# ARDO
ARDO — італійський виробник побутової техніки. Компанія була створена в 1968 році. Назва компанії є скороченням від Arredamento Domestico (з італ. — меблі для дому). Її засновником є Антоніо Мерлоні. Компанія виробляє пральні машини, холодильники, морозильні камери, мікрохвильові печі, вбудовані кухні, духовки, варильні поверхні, витяжки та посудомийні машини.

## Історія
Традиції компанії сягають початку 20 століття. У 1930-х роках компанія на чолі з Арістідом Мерлоні розпочала виробництво механічних ваг, в 1954 році — газових приладів (під торговою маркою CO.ME.SA), а в 1966 р. — побутової техніки. У 1968 році Антоніо Мерлоні заснував компанію ARDO, яка виробляє пральні машини. У 1982 р. ARDO злилася з компанією ICEM, в результаті чого була створена група Merloni, що спеціалізується на виробництві електричних приладів. У той же час розпочалося виробництво холодильників і морозильних камер. У 1984 році було розпочато виробництво посудомийних та сушильних машин .
У 2008 році компанія звернулася до суду за захистом від кредиторів, що було спричинено різким падінням продажів та необхідною реструктуризацією компанії .
У 2011 році бізнес компанії, з брендами ARDO і SEPPELFRICKE, та заводами в Італії (в містах Фабріано і Ночера-Умбра), був придбаний італійською компанією J.P. Industries S.p.A.